# آدولف منتسل
آدولف مِنتْسِل (به آلمانی: Adolph Menzel); ۸ دسامبر ۱۸۱۵ – ۹ فوریهٔ ۱۹۰۵) نقاش و رسام چیره‌دست اهل آلمان بود. از آثار معروفش می‌توان به دیوار استودیو اشاره کرد. او به همراه کاسپار داوید فردریش برجسته‌ترین هنرمندان قرن نوزدهم آلمان به‌شمار می‌روند.

## نگارخانه

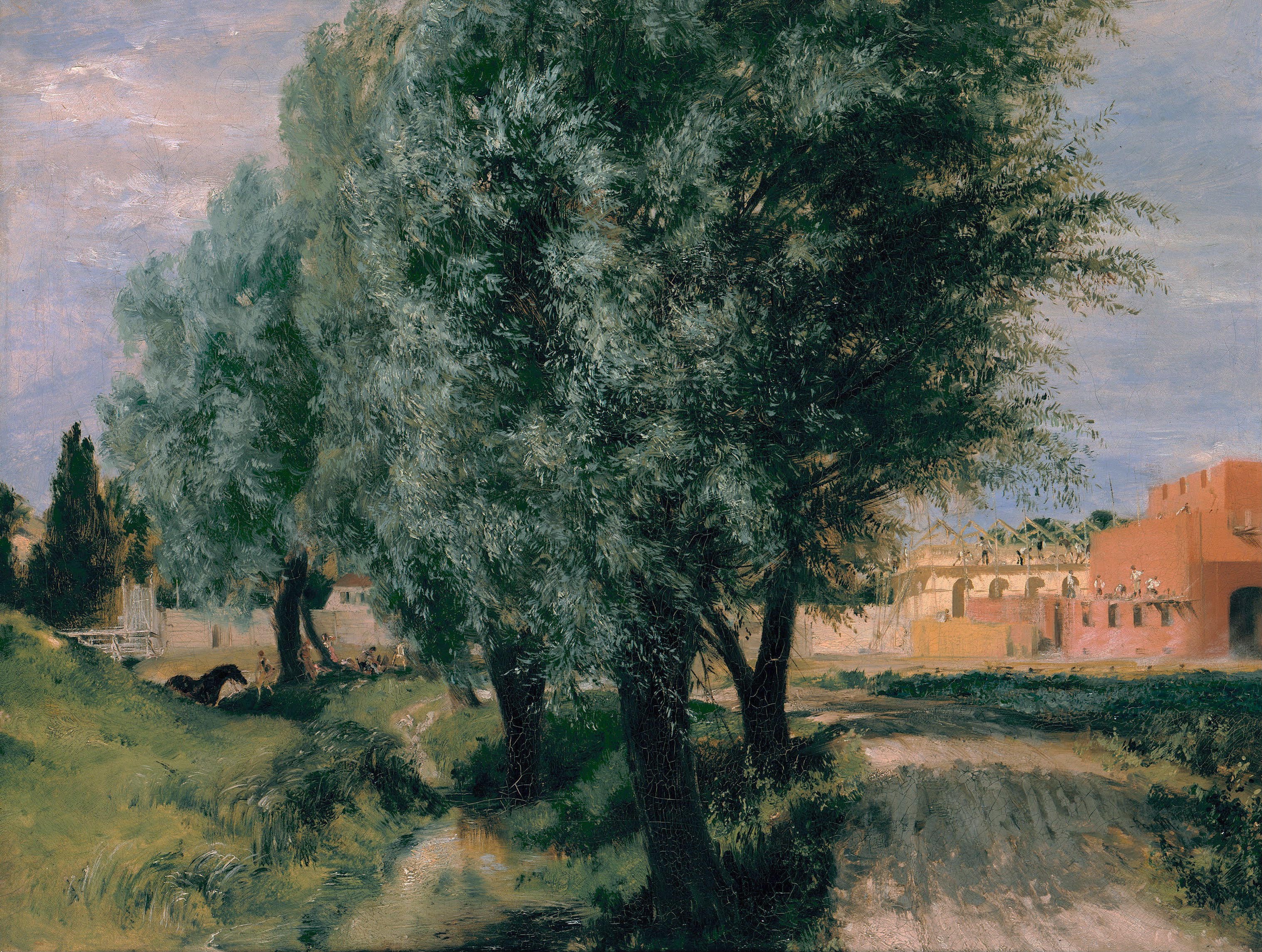
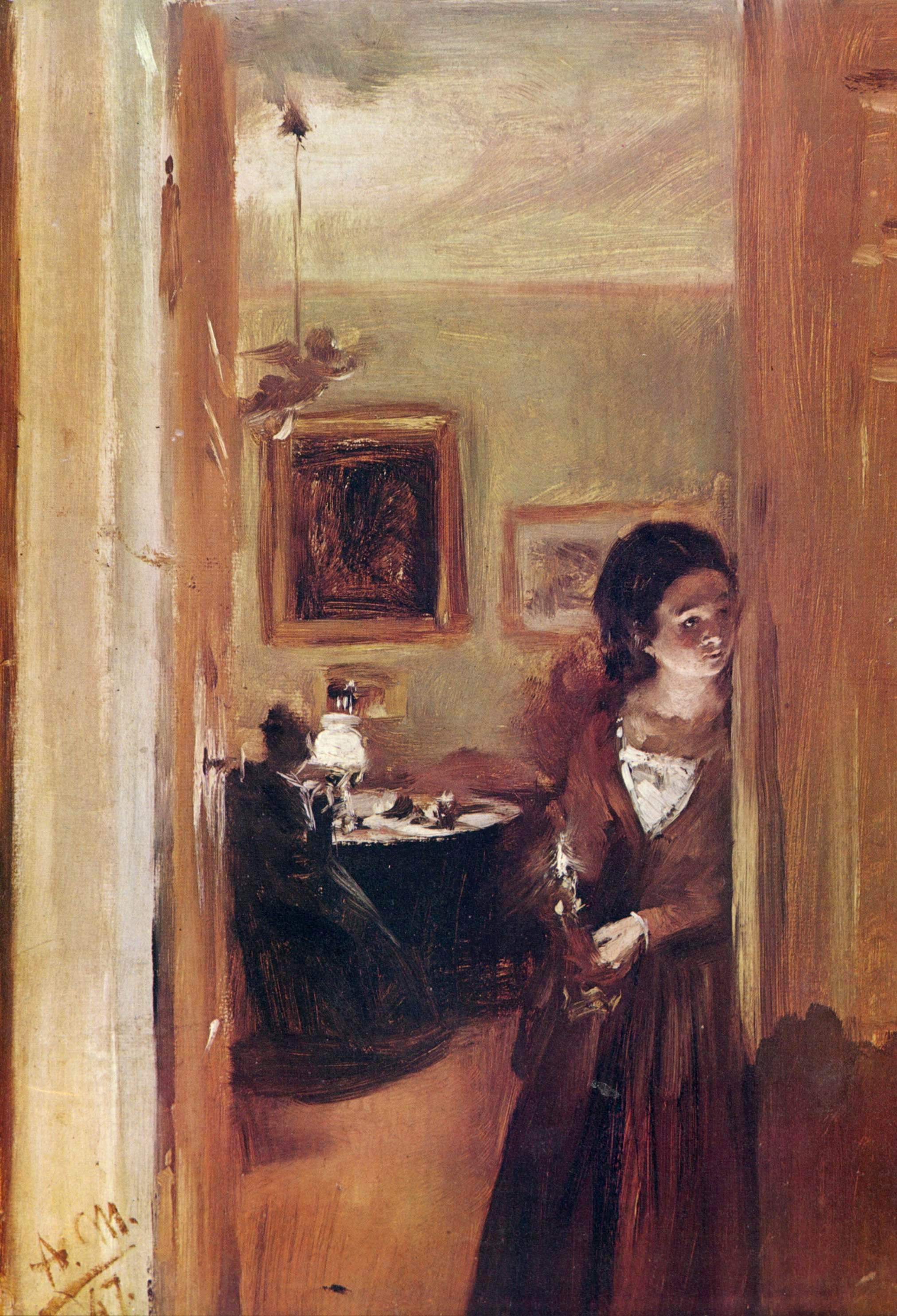
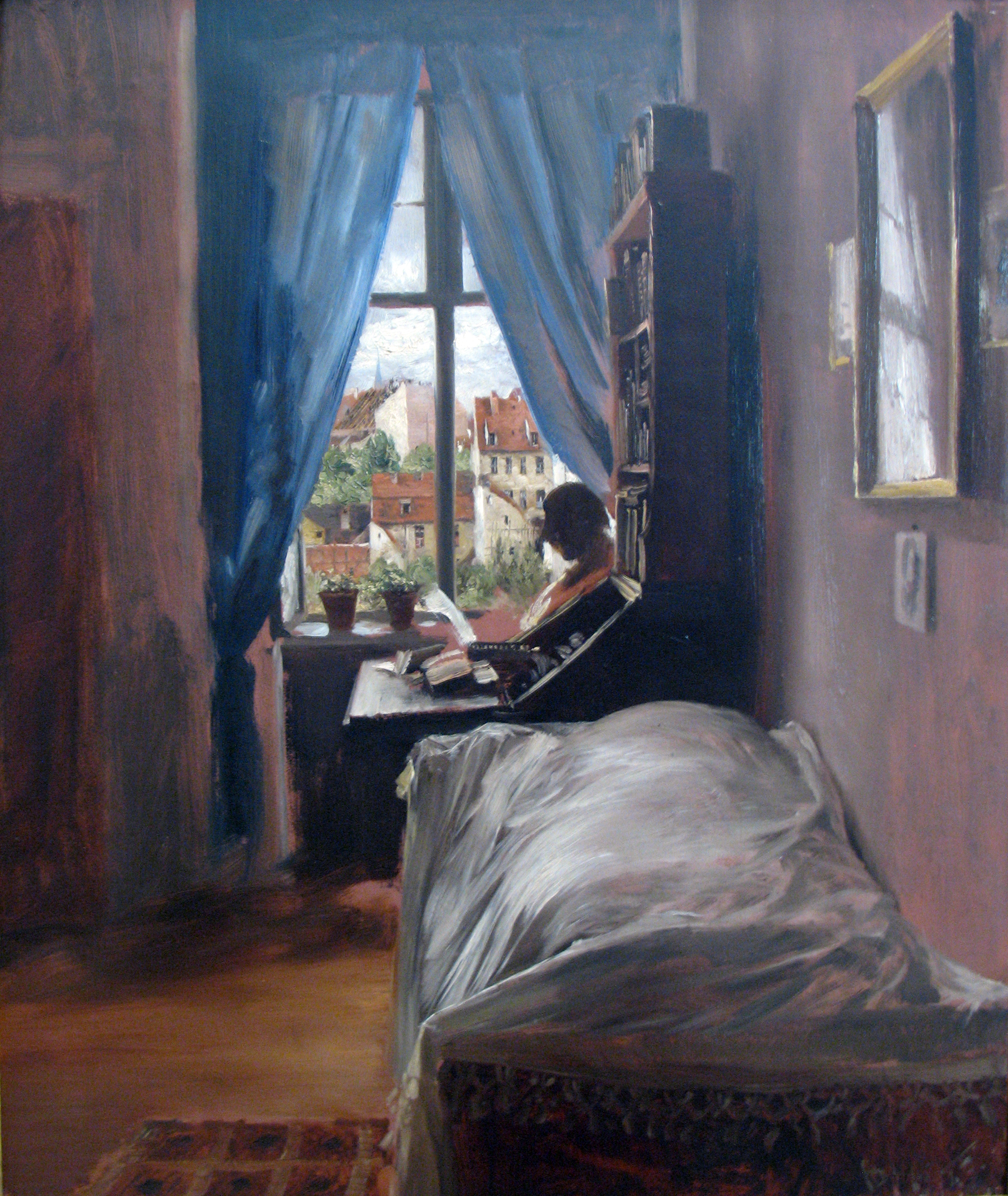
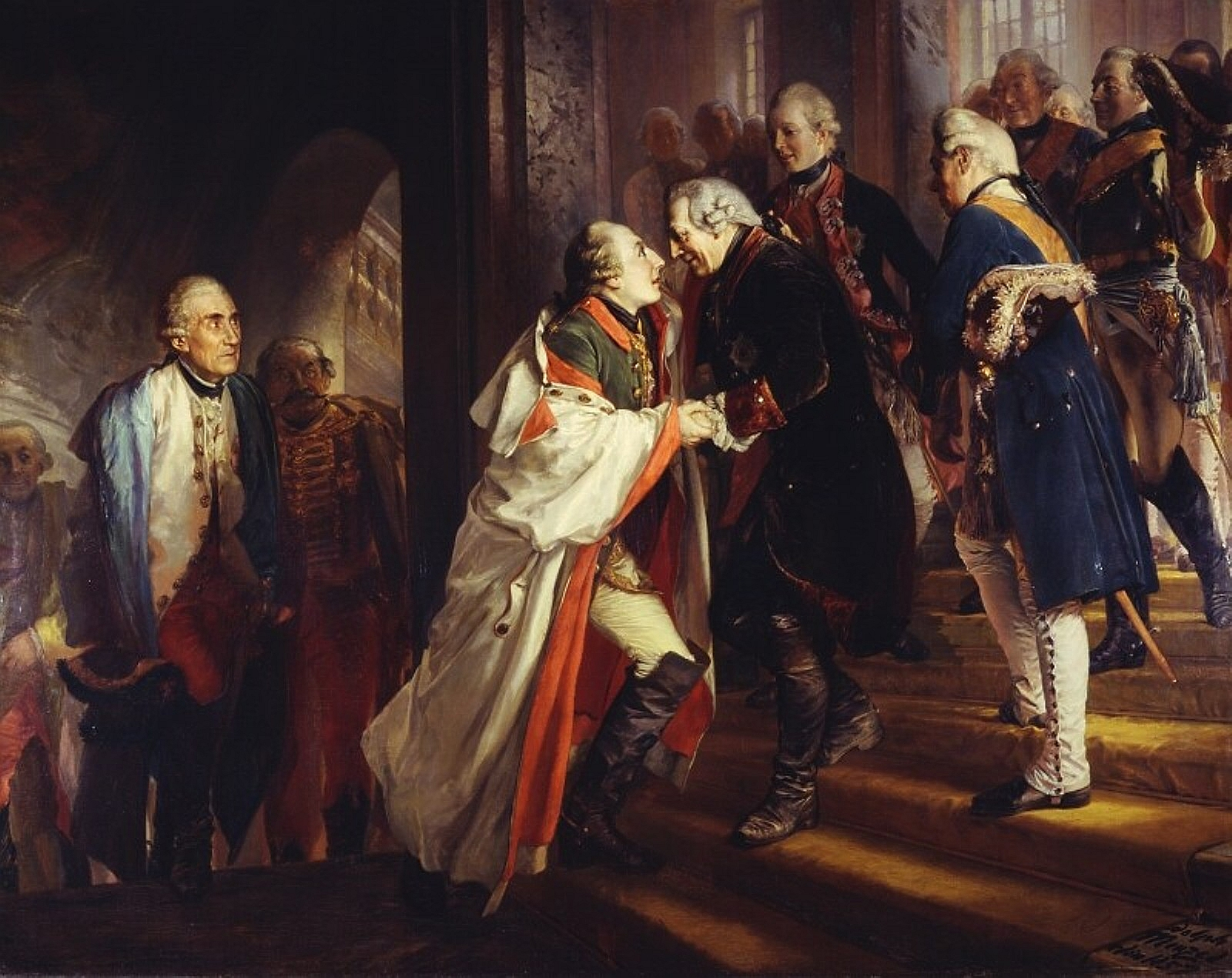
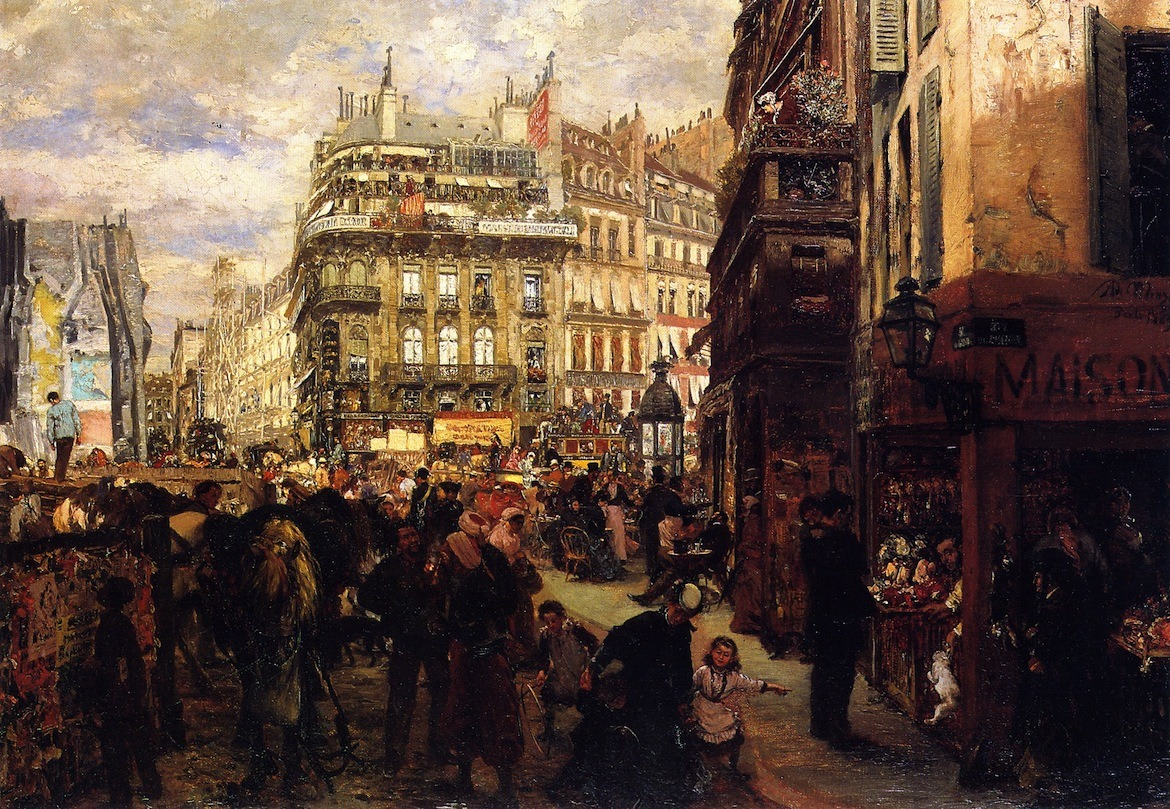
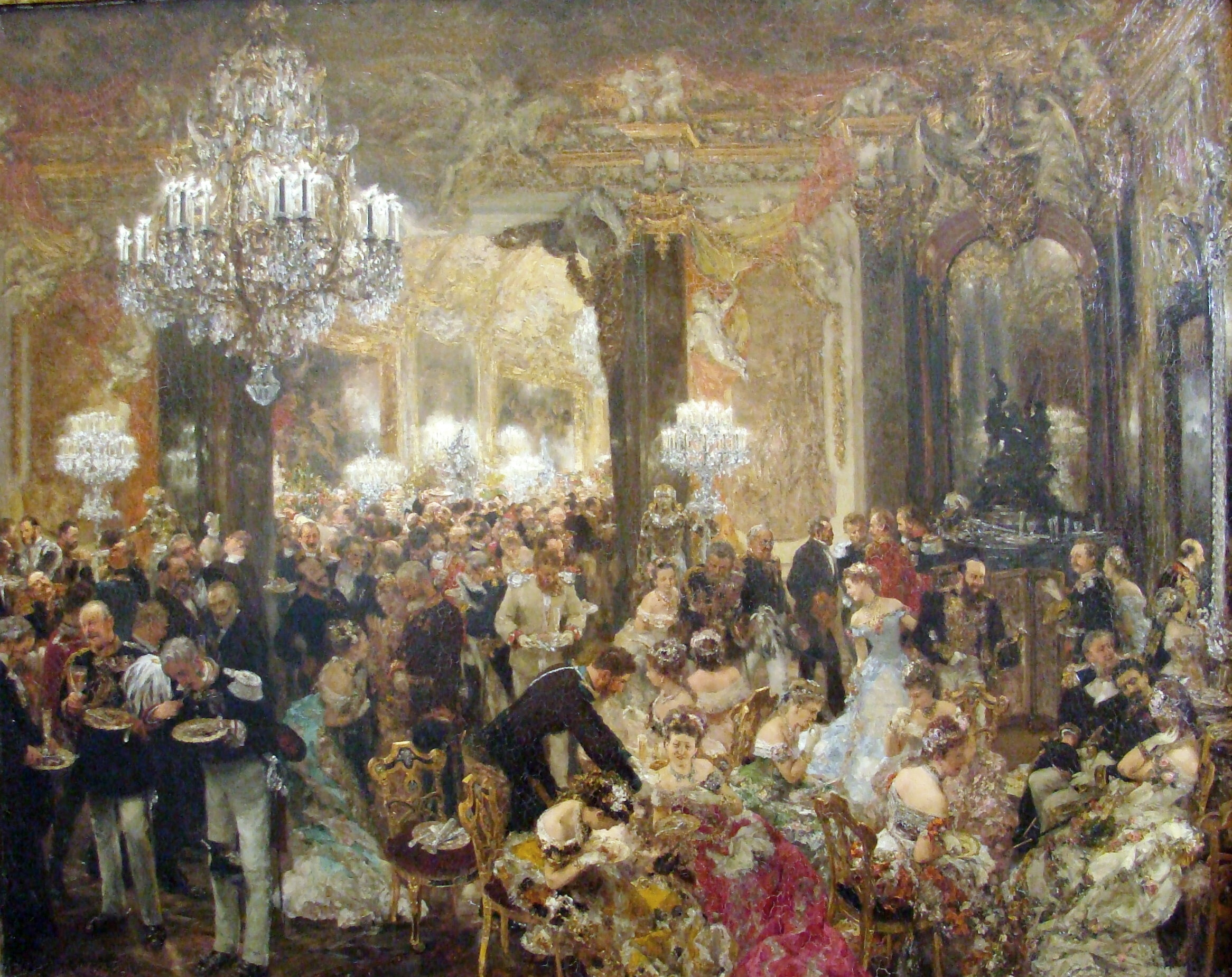
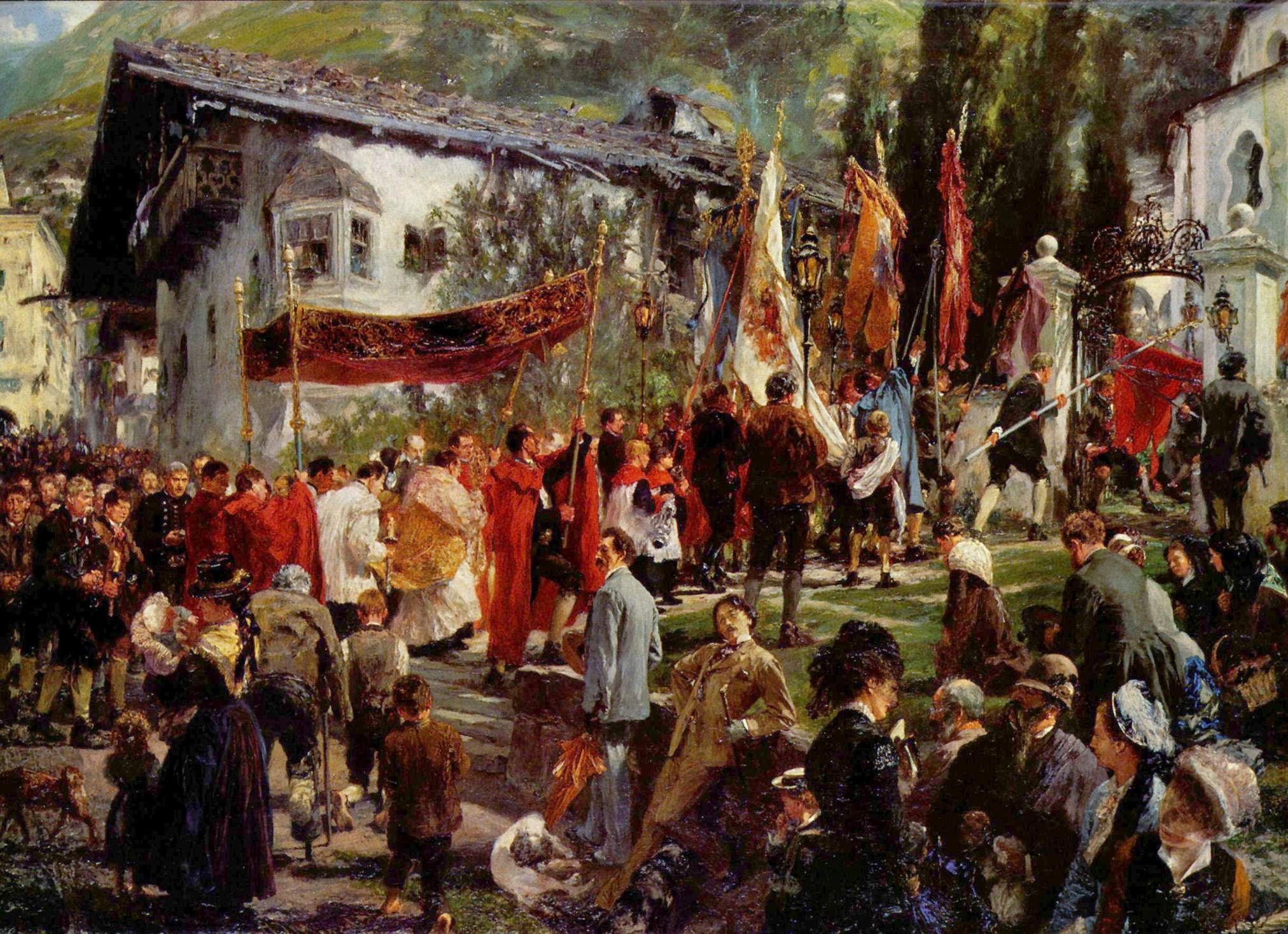
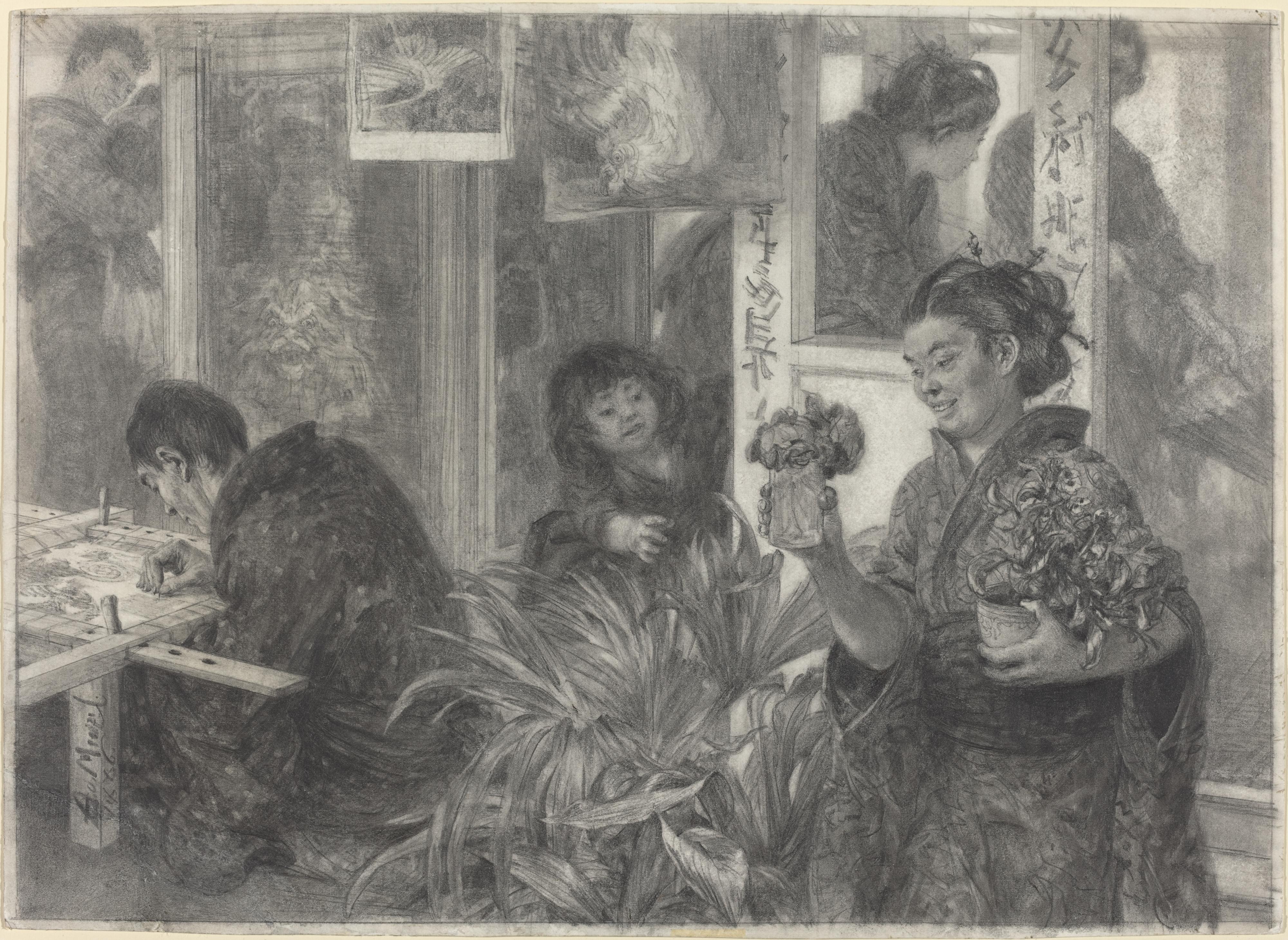